# ウィッシュ・サムワン・ウッド・ケア (アルバム)
ウィッシュ・サムワン・ウッド・ケア (Wish Someone Would Care)は、アーマ・トーマスがインペリアル・レーベルから1964年にリリースしたアルバム。

## 概要
アルバムとしてはこれがファーストとなる。ローリング・ストーンズのカヴァーで知られることとなったタイム・イズ・オン・マイ・サイドを収録。またここに収録されているインペリアル・レーベルからのファースト・シングル「ウィッシュ・サムワン・ウッド・ケア」(b/w ブレイクアウェイ、1964年)はビルボード誌のR&Bチャートで17位を記録し、トーマスにとって最大のヒットとなった。「ブレイクアウェイ」は1983年にトレイシー・ウルマンがカヴァーし、イギリスでヒットを記録するなどし、更に広く知られるようになった。

## 収録曲
1. ウィッシュ・サムワン・ウッド・ケア "Wish Someone Would Care" (Irma Thomas) - 2:20
2. アイ・ニード・ユア・ラヴ・ソー・バッド "I Need Your Love So Bad" (H. Dunham) - 3:10
3. ウィザウト・ラヴ（ゼアズ・ナシング） "Without Love (There Is Nothing)" (D. Small) - 2:57
4. プリーズ・センド・ミー・サムワン・トゥ・ラヴ "Please Send Me Someone To Love" (Percy Mayfield) - 2:28
5. アナザー・ウーマンズ・マン "Another Woman's Man" (H.B. Barnum, J. Norman) - 3:03
6. サファリン・ウィズ・ザ・ブルース "Sufferin' With The Blues" (Pemberton) - 2:18
7. タイム・イズ・オン・マイ・サイド "Time Is On My Side" (J. Norman, N. Meade) - 2:53
8. ホワイル・ザ・シティ・スリープス "While The City Sleeps" (Randy Newman) - 2:25
9. ストレイト・フロム・ザ・ハート "Straight From The Heart" (Irma Thomas) - 2:26
10. アイヴ・ベン・ゼア "I've Been There" (G. Usher, W. Martindale) - 2:39
11. アイ・ニード・ユー・ソー "I Need You So" (I.J. Hunter) - 2:21
12. ブレイクアウェイ "Break-A-Way" (J. DeShannon, S. Sheeley) - 2:30

## 参加ミュージシャン
- アーマ・トーマス Irma Thomas - ヴォーカル
- ジェシー・ウィラード・カー Jesse Willard Carr - ギター
- ポール・ホーンズビー Paul Hornsby - キーボード
- ポップス・パウウェル Pops Powell - ベース
- スクワーム Squirm - ドラムス
- スワンプ・ドッグ Sawmp Dogg - ピアノ